# Conilurus
Conilurus (кролячий пацюк) — рід мишоподібних гризунів родини мишеві (Muridae).

## Поширення
Рід поширений в Австралії, Новій Гвінеї і на острові Мелвілл.

## Опис
Голова і тіло завдовжки 16,5–20 см. Хвіст має довжину 18-21,5 см. На кінчику хвоста є яскраво виражений чубчик із шерсті.

## Спосіб життя
Це нічні тварини. Зустрічаються у різних біотопах, починаючи від прибережних зон, боліт, рівнин і лісів. Вони були зареєстровані вздовж кромки океанського прибою, імовірно під час годування.
Вагітність триває 33-35 днів. Народжується від 1 до 4 малят.

## Види
До роду відносять три види, з них лише один сучасний:
- †Conilurus albipes
- †Conilurus capricornensis
- Conilurus penicillatus